# Gare de Liancourt-Saint-Pierre
Gare de Liancourt-Saint-Pierre vasútállomás Franciaországban, Liancourt-Saint-Pierre településen.

## Vasútvonalak
Az állomást az alábbi vasútvonalak érintik:
- Saint-Denis–Dieppe-vasútvonal

## Kapcsolódó állomások
A vasútállomáshoz az alábbi állomások vannak a legközelebb:
- Gare de Chaumont-en-Vexin (Gare de Gisors, Transilien J vonal)
- Gare de Lavilletertre (Paris Gare Saint-Lazare, Transilien J vonal)